# Angry IP Scanner
Angry IP Scanner ist eine freie Software für die Suche von Netzwerkteilnehmern und für Portscans. Angry IP Scanner kann in Sicherheitsprüfungen von Firmennetzwerken Verwendung finden.
Die Software sucht in einem vorher spezifizierten IP-Bereich nach Netzwerkteilnehmern. Um zu erkennen, ob ein Teilnehmer online ist, werden verschiedene Techniken verwendet: ICMP Echo pinging, UDP packet pinging und TCP port probe. Des Weiteren kann die Software unter bestimmten Voraussetzungen zusätzliche Informationen wie den Hostname, NetBIOS-Informationen und die MAC-Adresse ermitteln. Es können Ports spezifiziert werden, bei denen geprüft wird, ob diese geöffnet sind.
Die Ergebnisse lassen sich wahlweise als TXT, CSV, XML oder LST exportieren. Außerdem kann das Programm über die Kommandozeile (CLI) angesprochen werden.
Angry IP Scanner war 2008 Bestandteil einer c’t-Software-Kollektion.